# Mistrzostwa świata w narciarstwie klasycznym osób niepełnosprawnych

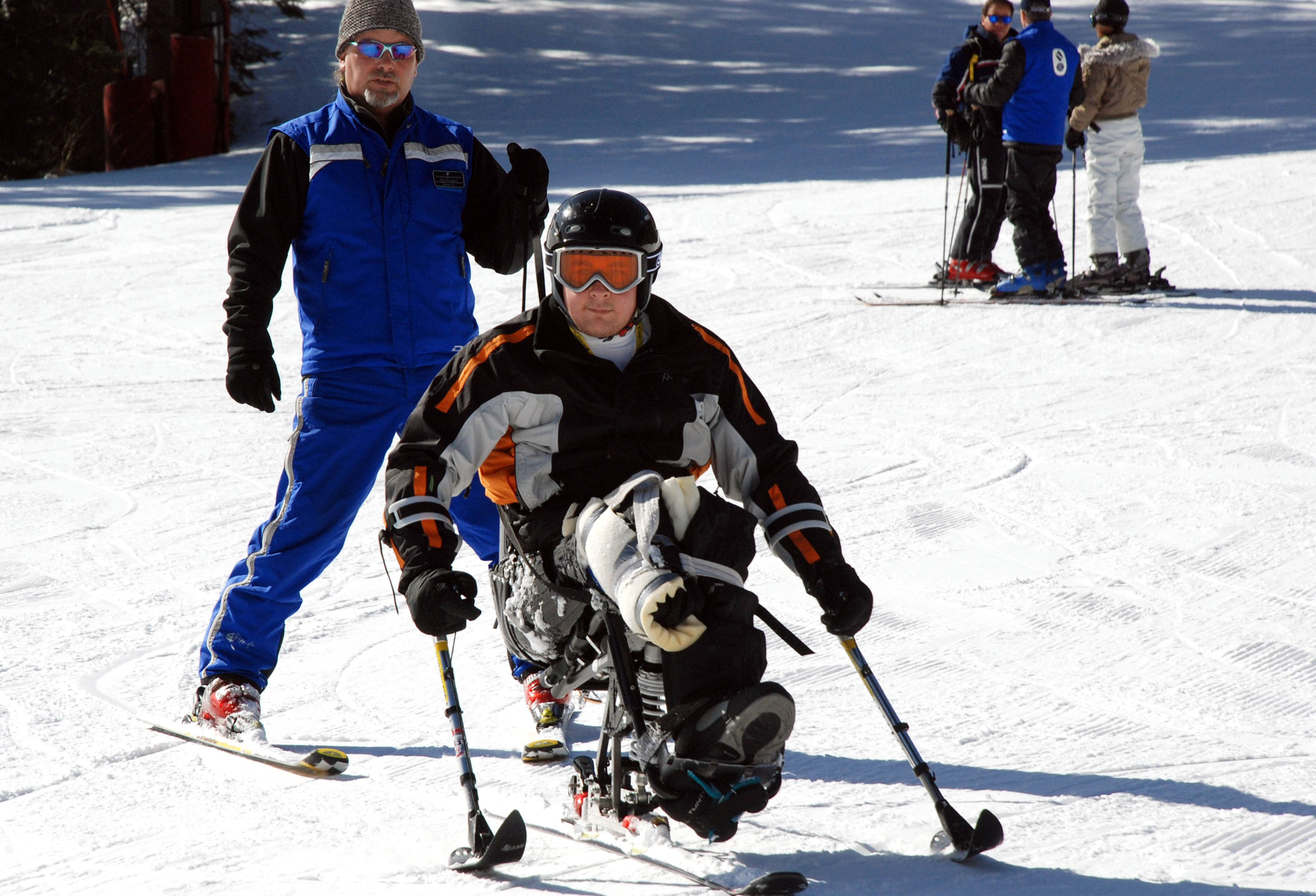

Mistrzostwa świata w narciarstwie klasycznym osób niepełnosprawnych – impreza narciarska dla ośób niepełnosprawnych. Odbywają się na niej zawody w biathlonie oraz biegach narciarskich. Zawodnicy rywalizują w trzech kategoriach niepełnosprawności:
- niewidomi
- osoby na wózkach
- osoby stojące

Do tej pory odbyło się dziesięć mistrzostw świata. Pierwsza edycja odbyła się we francuskim kurorcie Le Grand-Bornand.

## Mistrzostwa
| Rok  | Edycja | Miejsce          |
| 1974 | I      | Le Grand-Bornand |
| 1982 | II     | Alpes Vaudoise   |
| 1986 | III    | Sälen            |
| 1990 | IV     | Jackson          |
| 1996 | V      | Sunne            |
| 2000 | VI     | Crans Montana    |
| 2003 | VII    | Baiersbronn      |
| 2005 | VIII   | Fort Kent        |
| 2009 | IX     | Vuokatti         |
| 2011 | X      | Chanty-Mansyjsk  |
| 2013 | XI     | Sollefteå        |